# تپه بابان یاور ۱
تپه بابان یاور ۱ مربوط به مس وسنگ است و در شهرستان کرمانشاه، بخش کوزران، دهستان سنجابی، روستای بابان یاور واقع شده و این اثر در تاریخ ۲۷ اسفند ۱۳۸۶ با شمارهٔ ثبت ۲۲۴۱۹ به‌عنوان یکی از آثار ملی ایران به ثبت رسیده است.